# Pascal Galinier
Pour les articles homonymes, voir Galinier.
Pascal Galinier (né en 1959) est journaliste au quotidien Le Monde.

## Biographie
Né le 29 janvier 1959, ingénieur de l'Automobile (ESTACA 1981), il commence comme journaliste au Journal de l'Automobile (1981-1986), puis rejoint Les Échos (1986-1990), Le Nouvel Économiste (1990-1996) et Le Monde (depuis 1996).
Entré au Monde au service « entreprises », il sera chef du service médias (2005), puis rédacteur en chef au quotidien gratuit Matin Plus (devenu Direct Matin) en 2007, rédacteur en chef adjoint (2008-2009), responsable du service NewsDesk (2010-2011). De juillet 2011 à septembre 2015, Pascal Galinier occupe le poste de Médiateur du Monde (il y a succédé à Véronique Maurus). Chef-adjoint du service des Grands Reporters au Monde de 2015 à 2017, il passe ensuite au service Campus Université & Grandes Écoles du Monde, responsable de la page Campus et des suppléments Universités & Grandes Écoles. 
Il est depuis 2020 responsable de la page Télévision du quotidien, à la tête d'une équipe de 7 journalistes, au sein du service Culture du Monde.
Pigiste occasionnel pour divers journaux et magazines (sous le pseudo, entre autres, d'Olivier Keller), il est l'auteur de plusieurs livres : Coca-Pepsi, le conflit d'un siècle entre deux world companies (Ed. Assouline), Terminus Billancourt et Qui est vraiment Charlie ? chez François Bourin Éditeur
Pianiste (auteur, compositeur, interprète), il fut le clavier des Master Bators puis des Blankees (groupe de rock du Monde)[réf. souhaitée].